# Tumansky R-21
O Tumansky R-21 foi um turbojato soviético da década de 1960. O projeto foi cancelado.

## Projeto e desenvolvimento
O Tumansky R-21 foi desenvolvido na fábrica de Tushino (parte da OKB-300), liderado por Nikolai Georgievich Metskhvarishvili, como um turbojato com pós-combustão de fluxo axial de dois eixos. Foi baseado no motor Tumansky R-11 com a intenção de aumentar o empuxo e o fluxo de ar, utilizando um novo compressor de seis estágios com um diâmetro maior e pás diferentes de seu antecessor, além de uma nova câmara de pós-combustão e um bocal de exaustão variável. A maior razão de pressão e temperatura da turbina requereram novos componentes, fabricados de ligas avançadas. Muitas aeronaves soviéticas da época iriam utilizar o R-21, incluindo o Sukhoi T-58, Sukhoi T-6 e o Mikoyan-Gurevich Ye-8. No dia 11 de Setembro de 1962 um R-21, instalado em um Ye-8, explodiu um voo após uma falha no compressor; o piloto de testes Georgy Mosolov sobreviveu e ejetou a Mach 1.78, mas nunca se recuperou completamente. Após, o programa do Ye-8 foi cancelado junto com o desenvolvimento do R-21 em favor dos caças maiores como o Mikoyan-Gurevich MiG-23, que requeria motores mais potentes.

## Variantes
- R-21F-300 – única versão produzida.

## Ver Também
- Tumansky R-11